# ریوتارو هیروناگا
ریوتارو هیروناگا (انگلیسی: Ryotaro Hironaga؛ زادهٔ ۹ ژانویهٔ ۱۹۹۰) بازیکن فوتبال اهل ژاپن است.
از باشگاه‌هایی که در آن بازی کرده‌است می‌توان به باشگاه فوتبال توکیو و باشگاه فوتبال سانفریس هیروشیما اشاره کرد.
وی همچنین در تیم ملی فوتبال زیر ۱۷ سال ژاپن بازی کرده‌است.